# صمويل وارد كينغ
صموئيل وارد كينغ (بالإنجليزية: Samuel Ward King) وهو سياسي أمريكي كان حاكما على ولاية رود آيلاند الأمريكية ولد كينغ في 22 أيار - مايو من سنة 1786 في ولاية رود آيلاند درس كيغ في جامعة براون شغل صموئيل وارد كينغ منصب حاكم ولاية رود آيلاند الأمريكية ما بين عامي 1839 إلى عام 1843 توفي صموئيل وارد كينغ في 20 كانون الثاني - يناير من سنة 1851.